# Dunărea, Constanța
Dunărea este un sat în comuna Seimeni din județul Constanța, Dobrogea, România. La recensământul din 2002 avea o populație de 787 locuitori. În trecut s-a numit Boascik/ Boasgic/ Boğazcık.

## Monumente istorice
Pe teritoriul satului există un sit arheologic (inclus în Lista Monumentelor Istorice 2010 cu codul  CT-I-s-B-0265). Acesta cuprinde o necropolă ce datează din secolele IV-III Î.Hr (cod:  CT-I-m-B-02652.02) și o așezare rurală romană (cod:  CT-I-m-B-02652.02), aproximată de specialiști ca fiind din perioada secolelor I-IV d. Hr.